# Izoleucin
Az izoleucin (rövidítve Ile vagy I) az α-aminosavak közé tartozó szerves vegyület, képlete HO2CCH(NH2)CH(CH3)CH2CH3. Esszenciális aminosav, vagyis az emberi szervezet nem képes előállítani, a táplálékkal kell bevinni. Kodonjai az AUU, AUC és AUA.
Szénhidrogén oldallánca révén a hidrofób aminosavak közé tartozik. Oldallánca – a treoninhoz hasonlóan – királis. Az izoleucinnak négy sztereoziomerje lehetséges, ebből kettő az l-izoleucin diasztereomerje. A természetben azonban az izoleucinnak csak egy enantiomerje található meg, a (2S,3S)-2-amino-3-metilpentánsav.

## Bioszintézis
Mivel az izoleucin esszenciális aminosav, az emberi szervezet nem tudja előállítani, ezért állati eredetű táplálékkal – többnyire a fehérjék alkotóelemeként – jut be a szervezetbe. Növényekben és mikroorganizmusokban több lépésben szintetizálódik piroszőlősavból és alfa-ketoglutarátból kiindulva. A bioszintézisében részt vevő enzimek:
1. Acetolaktát-szintetáz (más néven acetohidroxisav szintetáz)
2. Acetohidroxsav-izomeroreduktáz
3. Dihidroxisav-dehidratáz
4. Valin-aminotranszferáz

## Katabolizmus
Az izoleucin egyszerre glükogén és ketogén aminosav. Szénváza – alfa-ketoglutaráttal történő transzamináció után – szukcinil-CoA-vá alakulhat, és bekerülhet a citromsavciklusba, ahol vagy oxidálódik, vagy oxálacetáttá alakul és belép a glükoneogenezisbe (ezért glükogén aminosav). Átalakulhat acetil-koenzim-A-vá is és bekerülhet a trikarbonsav-ciklusba, ahol oxálacetáttal kondenzálódik és citromsavvá alakul. Emlősökben az acetil-CoA nem alakulhat vissza szénhidráttá, de felhasználható ketontestek vagy zsírsavak szintézisére, ezért ketogén aminosav.

### Anyagcsere-betegségek
Az izoleucin lebomlása a következő anyagcsere-betegségeknél károsodik:
- Jávorfaszörp betegség (MSUD)
- Kombinált malon- és metilmalonsav-acidémia (CMAMMA)
- Metilmalonsav-acidémia
- Propionsav-acidémia

## Táplálékforrás
Az állati szervezetek nagy mennyiségben raktározzák ezt az aminosavat, bár előállítani nem tudják. Nagy mennyiségű izoleucint tartalmaznak többek között: a tojás, szójafehérje, tengeri alga, pulyka, csirke, bárány, sajt és hal.

## Az izoleucin izomerjei
| Az izoleucin változatai | Az izoleucin változatai | Az izoleucin változatai | Az izoleucin változatai | Az izoleucin változatai | Az izoleucin változatai | Az izoleucin változatai | Az izoleucin változatai |
| ----------------------- | ----------------------- | ----------------------- | ----------------------- | ----------------------- | ----------------------- | ----------------------- | ----------------------- |
| Triviális név:          | izoleucin               | d-izoleucin             | l-izoleucin             | dl-izoleucin            | d-alloizoleucin         | l-alloizoleucin         | dl-alloizoleucin        |
| Szinonimák:             |                         | (R)-izoleucin           | L(+)-izoleucin          | (R*,R*)-izoleucin       |                         | alloizoleucin           |                         |
| PubChem:                | CID 791                 | CID 94206               | CID 6306                | CID 76551               |                         |                         |                         |
| EINECS-szám:            | 207-139-8               | 206-269-2               | 200-798-2               |                         | 216-143-9               | 216-142-3               | 221-464-2               |
| CAS-szám:               | 443-79-8                | 319-78-8                | 73-32-5                 |                         | 1509-35-9               | 1509-34-8               | 3107-04-8               |

|                                                    |
| l-izoleucin (2S,3S) és d-izoleucin (2R,3R)         |
|                                                    |
| l-alloizoleucin (2S,3R) és d-alloizoleucin (2R,3S) |

## Szintézis
Az izoleucin többlépéses eljárással 2-brómbután és dietil-malonát kiindulási anyagból állítható elő. A szintetikus izoleucinról eredetileg 1905-ben számoltak be.

## Fordítás
Ez a szócikk részben vagy egészben a Isoleucine című angol Wikipédia-szócikk ezen változatának fordításán alapul.  Az eredeti cikk szerkesztőit annak laptörténete sorolja fel. Ez a jelzés csupán a megfogalmazás eredetét és a szerzői jogokat jelzi, nem szolgál a cikkben szereplő információk forrásmegjelöléseként.